# Palais de Comares
Pour les articles homonymes, voir Comares (homonymies).
Le palais de Comares (en espagnol : Palacio de Comares) est l'un des palais de l'Alhambra de Grenade, en Espagne.

## Situation
Le palais de Comares constitue la partie centrale des palais nasrides de l'Alhambra, entre le Mexuar à l'ouest et le palais des Lions à l'est. Il est contigu du palais de Charles Quint au sud. Il est formé d'un ensemble de salles groupées autour de la cour des Myrtes.